# Потин Лионски
Потин Лионски (грч. Πόθεινος 85.-177.) је ранохришћански мученик и светитељ, први епископ града Лиона.

## Биографија
Био је ученик светог Поликарпа Смирнског. Он га је послао из Мале Азије у Галију да тамо проповеда Јеванђеље. Тамо је изабран за првог епископа града Лиона око 140. године. Својим проповедима превео много незнабожаца у хришћанство.
Познат је пре свега по својој мученичкој смрти, заједно са многим другим лионскими хришћанима, од чега је још 43 имена сачувано.
177. године, у време владавине римског цара Марка Аурелија је настављен је прогон хришћана. У Галији и околним провинцијама хришћани су хапшени, мућени и убијани. Међу њима је био и 90-годишњи епископ Потин из Лиона, који је бачен у тамницу, где је умро након два дана мучења. Део хришћана је посечен мачем, а остали, укључујући свету Бландину – је бачен дивљим зверима. Остаци тела су неколико дана били изложени а затим спаљени и пепео расут по реци Рони.
Све ово је познато из писма које је послао преживели хришћан из Лиона, посредством хришћана малоазијске цркве у Фригији. Могуће је да је у писму учествовао свети Иринеј Лионски, који је Потина поставио за епископа Лиона.
Православна црква слави светог Потина 23. августа по јулијанском календару.